# Willy Balyon
Maria Helena Wilhelmina Noorland, auteursnaam Willy Balyon (Den Haag, 10 juli 1927 - Heerlen, 21 juni 2000), was een Nederlandse dichteres.
Balyon werkte als directie-secretaresse en ook als correspondent, zowel bij de overheid als voor particulieren. Als dichteres publiceerde ze zeven dichtbundels en twee kunstmappen, in samenwerking met de schilders Géne Eggen en Jos Muris. Met Eggen maakte ze een cyclus, geheten Eenheid waarbij hij de aquarellen verzorgde. Ze was lid van de Vrienden van het Letterkundig Museum,  de Vereniging van Limburgse Schrijvers en het Christelijk Vlaams Kunstenaars Verbond.
Haar werk werd in verschillende verzamelbundels in België opgenomen en ook werden haar gedichten gepubliceerd in vele literaire tijdschriften en bladen. In België betrof dat onder meer Kiezel, 't Kofschip, Vlaanderen, Standaard der Letteren, Poëziekrant, Dietsche, Warande en Belfort. Vanwege de toegankelijkheid van haar gedichten werden er tijdens haar leven diverse declamatieavonden gehouden waar haar werk werd voorgedragen. Bekend waren de uitvoeringen van de actrice Els Eymael die verbonden was aan de Toneelgroep Expressie te Heerlen.
Samen met haar echtgenoot Wim Balijon organiseerde de dichteres al dan niet met de presentaties van haar werk het 'Limburgs Cultureel Samenspel' in de Stadsschouwburg in Heerlen. Dit betrof een compilatieavond waar voordrachten gehouden werden, zanguitvoeringen gegeven, muziek werd gespeeld en exposities van schilders waren. De matinees werden gepresenteerd door Cor Bertrand, journalist en voorzitter van de Vereniging van Limburgse Auteurs.

## Over Willy Balyon
- Rik Wouters. Neem eet dit is. Verschenen in: Kiezel (literair tijdschrift), jaargang 1, nummer 2, 1991, pp. 5–19.

- Digitale Bibliotheek voor de Nederlandse Letteren: baly001
- Système universitaire de documentation: 131894609
- Virtual International Authority File: 201179825